# Centropus
Centropus é um gênero de aves da família Cuculidae que habitam a África subsahariana, Madagascar, Península Arábica, Paquistão, Sudeste Asiático, ilhas de Sonda, Filipinas, Nova Guiné e arquipélagos adjacentes e Austrália.

## Espécies
Vinte e oito espécies são reconhecidas:
- Centropus milo
- Centropus ateralbus
- Centropus menbeki
- Centropus chalybeus
- Centropus unirufus
- Centropus chlororhynchos
- Centropus melanops
- Centropus steerii
- Centropus rectunguis
- Centropus celebensis
- Centropus anselli
- Centropus leucogaster
- Centropus senegalensis
- Centropus monachus
- Centropus cupreicaudus
- Centropus superciliosus
- Centropus burchellii
- Centropus nigrorufus
- Centropus sinensis
- Centropus toulou
- Centropus goliath
- Centropus grillii
- Centropus viridis
- Centropus bengalensis
- Centropus violaceus
- Centropus bernsteini
- Centropus phasianinus
- Centropus andamanensis